# هورست اشتاین
هورست استین (انگلیسی: Horst Stein; ۲ مهٔ ۱۹۲۸ – ۲۷ ژوئیهٔ ۲۰۰۸) رهبر (موسیقی)، و استاد دانشگاه اهل آلمان بود.